# Tandy Radio Shack 1000 SL + SL/2
Tandy Radio Shack 1000 SL + SL/2 (1000 SL + SL/2) је био кућни рачунар фирме Тенди (Tandy Radio Shack) који је почео да се производи у САД од 1989. године.
Користио је Intel 8086 као микропроцесор. RAM меморија рачунара је имала капацитет од SL: 384 KB (до 640 KB). 
Као оперативни систем кориштен је MS-DOS 3.3. DeskMate 3 и GW Microsoft Basic су били укључени са системом.

## Детаљни подаци
Детаљнији подаци о рачунару 1000 SL + SL/2 су дати у табели испод.
|                       | |
| [ 1 ]                 | |
| Произвођач            | Тенди                                                                                               |
| Тип                   | кућни рачунар                                                                                       |
| Меморија              | SL: 384 (до 640 KB)                                                                                 |
| Поријекло             | Сједињене Америчке Државе                                                                           |
| Година                | 1989                                                                                                |
| Тастатура             | тастатура са тастерима пуног помака, са нумеричком тастатуром и функцијским тастерима (102 тастера) |
| Процесор              | |
| Фреквенција процесора | 8                                                                                                   |
| RAM                   | SL: 384 (до 640 KB)                                                                                 |
| ROM                   | 512 (DOS 3.3 на диску C: + главни Deskmate 3 програм)                                               |
| Текст                 | 80 x 25 / 40 x 25                                                                                   |
| Графика               | CGA/TGA, 160 x 200, 320 x 200, 640 x 200                                                            |
| Боја                  | 16 боја                                                                                             |
| Звук                  | 3 гласа + 1 звучни канал + 8-битни моно дигитално-аналогни претварач                                |
| Димензије             | 354 x 394 x 140 / 7,8                                                                               |
| Портови               | |
| Оперативни систем     | укључени са системом                                                                                |